# Pociecha (karczma)
Pociecha – karczma istniejąca od ok. 1832 na gruntach dóbr Rakowca (obecnie część Ochoty, dzielnicy Warszawy).  

## Opis
Karczma była zlokalizowana przy trakcie krakowskim (obecnie w okolicy ul. Dickensa). Znajdowała się w budynku zbudowanym na rzucie litery T. W skład jej wchodziły m.in. stajnie i pomieszczenie dla karet. Charakteryzowała się dużymi izbami. Była jednym z ostatnich miejsc postoju przed wjazdem do Warszawy. Wzmiankowana w pieśniach i przez wielu kronikarzy.
Podczas powstania listopadowego w karczmie pertraktował generał Ignacy Prądzyński z generałem P. A. Dannenbergiem. 
W 1904 karczmę rozebrano.